# Річард Тейлор
Рі́чард Е́двард Те́йлор (англ. Richard Edward Taylor; 2 листопада 1929, Медисин-Гет, Альберта, Канада — 22 лютого 2018) — канадо-американський фізик, лауреат Нобелівської премії з фізики 1990 року «за піонерські дослідження глибоконепружного розсіювання електронів на протонах і пов'язаних нейтронах, істотно важливих для розробки кваркової моделі у фізиці часток», спільно з Джеромом Фрідманом і Генрі Кендаллом.

## Нагороди
- 1989 р. — Премія Вольфганга Панофскі з фізики елементарних частинок.
- 1990 р. — Нобелівська премія з фізики «За піонерські дослідження глибоко непружного розсіювання електронів на протонах і зв'язаних нейтронах, істотно важливих для розробки кваркової моделі у фізиці часток.»[7]
- 2005 р. — Компаньйон Ордену Канади.